# Чужий (персонаж)
Чужий (англ. alien; правильніше чужинець), також званий Ксеномо́рф (лат. Xenomórph від грец. ξένος — «чужий» и μορφή — «форма»: «чужа форма життя» або «чужорідна форма життя») — фантастичний іншопланетний вид з усесвіту фільму «Чужий» та його продовжень.

## Історія створення образу

### Назва
Сценарій для фільму «Чужий» 1979 року спочатку розроблений Деном О'Беноном і Рональдом Шусеттом.
Назву фільму прийнято наприкінці створення сценарію. О'Бенон відразу відкинув початкову назву фільму — «Зоряний звір», але він не міг вигадати іншу для її заміни. «Я перебирав варіанти назв, і всі вони були огидними, — розповів О'Беннон в інтерв'ю, — як раптом це слово „Чужий“ зненацька вийшло з друкарської машинки. „Чужий“ — це й іменник, і прикметник». Слово «Чужий» стало згодом назвою фільму і, відповідно, назвою самої істоти.
Термін ксеноморф (англ. Xenomorph від грец. ξένος — «чужий» і μορφη — «форма») вперше використаний у фільмі «Чужі», пізніше — в режисерській версії «Чужий 3». Широко використовується у фанатському середовищі, у книгах і відеоіграх розширеного всесвіту «Чужих».
На DVD-виданні всіх чотирьох серій «Чужих» указувалася латинська назва Internecivus raptus («кровожерливий злодій»). У серії коміксів використана інша латинська назва — Linguafoeda acheronsis (істота Ахеронта з огидним язиком), — на честь планетоїда LV-426 Ахеронт (так він позначався у сценарії першого фільму, але в кіно ця назва не фігурує), супутника газового гіганта в системі Дзета² Сітки, де вперше за легендою фільмів про «Чужих» землянами були виявлені ці істоти.

### Образ
Спочатку образ Чужого, а також інтер'єри знайдених астронавтами-людьми інопланетних кораблів, створив швейцарський художник Ганс Рудольф Ґіґер, що спеціалізується на «похмурій» тематиці. Він також розробляв зовнішній вигляд інопланетної істоти для фантастичного фільму «Особина» (1995), який багато в чому дуже схожий на Чужого. Королеву Чужих (матку) намалював вже режисер другого фільму — Джеймс Кемерон, спільно з художником Стеном Вінстоном. Студія Вінстона створила, спеціально для фільму, пінопластову модель з повним гідравлічним управлінням. Саме ця модель і знімалася майже в усіх сценах фільму, які вимагали присутності «королеви» у кадрі. За цю роботу фільм отримав премію «Оскар» за найкращі візуальні ефекти. Тільки у фільмі 2004 року «Чужий проти Хижака» було застосовано комп'ютерне моделювання бігу і бійок «королеви».
У фільмі «Чужі» Чужих зображували переодягнені акробати і каскадери, копіюючи ходу ящерів.

## Життєвий цикл

### Яйце
Чужий — паразитоїд. Королева відкладає м'які шкірясті яйця, усередині яких розвивається паразит, званий зазвичай «лицехап», якого можна порівняти з личинкою комахи. Відкладене яйце може тривалий час перебувати в стані діапаузи при несприятливих умовах. Яйце розкривається, випускаючи лицехапа, коли виловлює життєздатну жертву.

### Лицехап

Лицехват. Кадр з фільму Чужий

Грудолом. Кадр з фільму Чужий

Лицехап (англ. facehugger) — рухома павукоподібна істота, що має вісім довгих суглобистих кінцівок і ще довший м'язистий хвіст, який призначений для переміщення, захоплення майбутнього носія і утримання тіла лицехапу біля ротового отвору жертви. Коли лицехап знаходить майбутнього носія, він стрибком накидається на обличчя жертви. Лицехап фіксує своє положення за допомогою кінцівок, утримуючи голову «пальцями» і обвившись хвостом навколо шиї жертви, після чого вводить носія у стан коми і впроваджує в нього ембріон. Він здатний підтримувати життя носія, щоб ембріон не загинув. Через деякий час після впровадження ембріона лицехап залишає «господаря» і незабаром вмирає, а життєві процеси носія повертаються до норми. Незабаром носій приходить до тями і почуває себе нормально, правда, весь час відчуває сильний голод, оскільки ембріон, що розвивається, забирає з організму більшу частину поживних речовин. Після нападу лицехапа людина не пам'ятає, що з нею трапилося, починаючи з моменту нападу паразита, що забезпечує достатню кількість часу для розвитку ембріона без ризику примусового переривання циклу дозрівання.

Королівський лицехап трохи більший і може відкласти два ембріони: перший — королеву, а другий — простого Чужого. Він показаний у фільмі «Чужий 3».

### Грудолом
Дозрілого ембріона називають «грудолом» (англ. chestburster), оскільки з організму носія він виходить, пробиваючи йому грудну клітку (у людини та інших хребетних), в результаті чого носій гине. Він не має кінцівок (або ж має недорозвинені лапи), проте у фільмі «Чужий 3» грудолом відрізнявся від дорослої стадії лише розміром. Покритий світлою шкірою. У грудолома-королеви є зачатки коміра. Цікаво, що дизайн істоти, запропонований Гігером, у цьому випадку був визнаний невдалим, а остаточний образ грудолома створений Рідлі Скоттом і Роджером Дікеном. Основна діяльність на цьому періоді розвитку — пошук укриття (оскільки в стадії грудолома Чужий найбільш вразливий), поїдання їжі для швидкого росту і розвитку в дорослу особину.

### Доросла особина
Грудолом, що спожив достатню кількість їжі, починає стрімко розвиватися, у міру зростання кілька разів скидає кілька покриви і досягає висоти 2-3 метрів. По закінченні зростання дорослу особину можна віднести до одного з різновидів (див. нижче). Панцир, як правило, темного забарвлення. У фільмах дорослі особини, вирощені всередині людей, завжди чорного кольору. Надалі, вже значно повільніше, зростання істоти і формування його вигляду триває (наприклад, спочатку гладка голова молодих особин з часом стає більш рельєфною).

## Різновиди

### Фільми

#### Солдати і трутні
На них покладено обов'язок щодо захисту і полювання, а також розширення житлового простору, будівництва вулика, збору їжі, годування королеви і догляду за яйцями. У звичайних умовах ці особини не здатні до розмноження, проте за відсутності королеви можуть відкладати від одного до трьох яєць (точніше, використовуючи тіла живих істот для створення яєць, подібно осам). Також, у разі загибелі матки, рядовий Чужий (приклад — штучно виведений Ксеноморф № 6 у грі «Aliens versus Predator (2010)») може стати новою королевою і почати відкладати яйця, як повноцінна матка. За бажанням королеви можуть еволюціонувати в преторіанців — більш велику, розумну і менш рухому особину зі щитком на голові, схожим на щиток королеви.
Ззовні трутні і солдати відрізняються розмірами (солдати трохи більші) і покривами голови (гладка — у трутня, ребриста — у солдата). Трутні з'являються у фільмах «Чужий», «Чужий: Воскресіння», «Чужий проти Хижака», солдати — у фільмах «Чужі» та «Чужі проти Хижака: Реквієм». У коміксах і комп'ютерних іграх серед них виділяється кілька каст, що розрізняються зовнішнім виглядом і поведінкою.

#### Королева
Королева або Матка — головна і найбільша особина в колонії (в кілька разів більша за рядового Чужого). Решта їй беззаперечно підкоряються, навіть якщо їм це коштує життя. Пересувається тільки на двох великих кінцівках. Її екзоскелет настільки міцний, що стандартна 10-мм кінетична зброя його не пробиває. На відміну від солдатів, що постійно видозмінюються, з моменту дорослішання зовнішній вигляд королеви залишається практично незмінним: голову прикрашає величезна гребенеподібна «корона», що переходить у головний чохол, присутність додаткових кінцівок на грудях, присутність на спині величезних шипів замість невеликих трубок для дихання, але головна особливість — наявність пуповини яйцеклада. Цей напівпрозорий біополімерний мішок, заповнений яйцями, настільки величезний, що через нього королева не може самостійно пересуватися і тому перебуває в «колисці» — своєрідному гамаку зі слинних ниток і смуг біополімерної смоли, що підтримують королеву та її яйцеклад у підвішеному стані. Тим не менш, у разі небезпеки королева здатна обірвати яйцеклад і пересуватися самостійно. Приклад: у грі «Aliens versus Predator (2010)» стара королева обриває яйцеклад, щоб втекти з полону, але через якийсь час відрощує новий.
Також відомий факт, згаданий в книгах Рідлі Скотта, про те, що доросла королева, що повністю завершила свій розвиток, має інтелект, що перевершує звичайний людський. Також ознаки розуму видно у фільмі «Чужі». Коли Еллен Ріплі спочатку продемонструвала дію вогнемета, а потім направила ствол на відкладені королевою яйця, то королева зрозуміла її наміри і, щоб зберегти їх, наказала двом солдатам, які збиралися напасти на Ріплі, відступити. Іншого разу королева зрозуміла транспортне призначення ліфта, а потім скористалася ним.
В одному з коміксів з'явився «Король Чужих». Зовні він майже не відрізняється від королеви.

#### Бігун
Бігун (англ. Runner Alien, Dog Alien, Jungle Alien, Bambi burster, Scout) — чотиринога форма Чужого, результат розвитку ембріона в організмі тварини. Він менший і трохи швидший за звичайних особин, плюється кислотою, на спині не помітно дихальних трубок. Уперше показаний у фільмі «Чужий 3», де носієм виступає собака (в режисерській версії фільму — бик). У вулику, завдяки своїй спритності і швидкості, бігуни відіграють роль розвідників і видобувачів їжі. Подібний момент поведінки та діяльності згаданий у грі «Aliens versus Predator 2».

#### Клони Ріплі
З останків загиблої Еллен Ріплі, зараженої Чужим, у фільмі «Чужий: Воскресіння» її клонували 8 разів. Клони різною мірою поєднували в собі властивості Чужого і людини, а також володіли пам'яттю Ріплі та інстинктами Чужого. У коміксі «Alien: Resurrection» (укр. Чужий: Воскресіння), на відміну від фільму, у них темно-зелена кров. Перші 6 клонів виявилися нежиттєздатними або невдовзі гинули. Клон № 7 знищений за власним проханням клоном № 8, який зміг вижити, був повністю гуманоїдним з кислотною кров'ю і зовні не відрізнявся від справжньої Ріплі. Восьмий клон з'явився і в коміксі «Aliens versus Predator versus The Terminator» (Чужі проти Хижака проти Термінатора).

#### Новонароджений
Новонароджений (англ. Newborn) — гібрид людини і Чужого з фільму «Чужий: Воскресіння».
У результаті генетичного втручання людей під час створення клона мертвої Ріплі, зараженої королевою Чужих, клонована королева в якийсь момент припиняє відкладати яйця і народжує нову істоту. Однак новонароджений не відчуває спорідненості з королевою і вбиває її, а своєю матір'ю вважає клон Ріплі № 8.
Новонароджений відрізняється від звичайних особин — він більший, покритий напівпрозорою шкірою, не має хвоста. Його короткий череп нагадує людський (у тому числі вираженими очними ямками). Очі, ніс, зуби і язик (замість подвійної щелепи) також більш людські. Він досить розумний і здатний до вираження емоцій мімікою.

#### Чужохижак
Чужохижак (англ. Predalien від Predator — «Хижаки» та Alien — «Чужий») — особливий вид Чужого, продукт розвитку ембріона в організмі Хижака. Мають як риси звичайних Чужих, так і деякі ознаки Хижака, наприклад, жвала і дредоподібні відростки. Уперше зображений художником Дейвом Дорманом в ілюстрації у 1992 році. Потім став персонажем книг, коміксів та комп'ютерних ігор. Пізніше, в 2004 році, з'явився в кінці фільму «Чужий проти Хижака», у вигляді грудолома, а в продовженні «Чужі проти Хижака: Реквієм» став дорослою особиною. У фільмі має здатність до прямого впровадження ембріона в тіло людини, причому в кількості до 4-5 штук, оскільки є не звичайною особиною, а проміжним видом між дорослим чужим і королевою. Проте дану роль Чужохижак виконує тільки у вищевказаному фільмі, часто будучи просто більш сильним солдатом/трутнем. У грі Aliens versus Predator 2010 виступає в ролі боса в кампанії за хижака і є дуже сильним та живучим противником.

#### Диякон

Диякон. Кадр з фільму Прометей

Фільм «Прометей», що спочатку задумувався як приквел «Чужого», демонструє часткову передісторію появи Чужих як виду. Протягом фільму археологи заражаються біологічною технологією космічних жокеїв (у цьому фільмі іменовані Творцями). У результаті з тіла однієї з жінок витягують кальмароподібну істоту (звана авторами Трилобітом). Незабаром воно виростає у величезного монстра і нападає на єдиного вцілілого Творця і впроваджує щось у його тіло, після чого з тіла жокея вилазить істота, віддалено схоже на дорослу особину Чужого і названа режисером фільму Рідлі Скоттом «Дияконом», через форму голови, схожу на митру священиків. Він має сірий колір покривів, більш гостру форму черепа і витягнуті щелепи. Його статура і кінцівки більше схоже на гуманоїдні. Замість двох висувних щелеп у цієї істоти одна додаткова верхня щелепа біля піднебіння. Крім того, відсутні дихальні трубки на спині та хвіст. Творці ніяк не згадують про зв'язок Диякона і Чужих.

### Розширений всесвіт
У розширеному всесвіті Чужих, створеному книгами, коміксами, комп'ютерними іграми і лініями іграшок, існують й інші різновиди Чужих.

#### Преторіанець
Преторіанець (за аналогією з преторіанської гвардією) — елітний солдат вулика. Преторіанець у багато разів більший і сильніший за Чужого-трутня і Чужого-солдата, але менший за королеву. Коли популяція вулика виростає до значних розмірів, королева вибирає з числа своїх підданих Чужих, які стануть її особистими охоронцями — преторіанцями. Отримавши «дозвіл» на подальший розвиток, майбутні преторіанці повинні якомога швидше покинути вулик, в іншому випадку їх роздеруть свої, оскільки їхні тіла в процесі розвитку починають виробляти феромони, що дратують інших Чужих. Під час линяння преторіанці живуть окремо від спільноти, добуваючи собі їжу й уникаючи зустрічей з іншими ксеноморфами. Велика частина кандидатів у преторіанці гине. По закінченні линяння преторіанець повертається у вулик, стаючи невідлучним охоронцем королеви. Преторіанець вже не бере участі в основному житті вулика. Преторіанці знаходяться або в вулику, або в його околицях. Преторіанці розвиваються тільки з солдатів, трутнів й іноді бігунів. Чужохижаки так само можуть ставати преторіанцями, приклад тому — чужохижак у фільмі «Чужі проти Хижака: Реквієм».

#### Королева-мати
Різні Королеви-матері є верховними ватажками всіх видів ксеноморфов, інші Королеви й Імператриці їм підпорядковуються. Кожна Королева-мати керує власним різновидом Чужих, наприклад, чорними або червоними. Володіють телепатією і емпатією. Відрізняються п'ятьма шипами на краю гребеня замість трьох, як у звичайних королев.
З'являються в коміксах «Aliens: Earth War» і «Aliens: Genocide» і книзі «Aliens: The Female War».

#### Різновиди, що з'являються тільки в іграх
- Імператриця

Імператриця з'являється в іграх «Aliens Online» і «Aliens vs. Predator 2». Особливо велика і давня королева. Ще більш сильна і живуча. Можливо, королеви в «Aliens versus Predator (2010)», фільмі 2004 року і «Aliens: Infestation» також є імператрицями.
- Летючий Чужий

Летючий Чужий з'являється в іграх «Aliens: Extermination» і «Alien vs Predator (SNES)», як один з босів і в лінії іграшок компанії «Kenner» як летюча королева.
- Ксено-Борг

Xenoborg із гри «Aliens versus Predator» — створений людьми охоронний кіборг на основі Чужого. Являє собою трутня із вживленими в голову лазерним прицілом і двома лазерними знаряддями безперервної дії у передніх кінцівках. Автоматично вмикається при наближенні живого об'єкта.
- Люркер

Діючий приховано ксеноморф, нападник з укриття. З'являється у відеогрі «Aliens: Colonial Marines». Має схожість з Чужим із першої частини фільму, як зовні, так і по поведінці. Друга назва — трутень.
- Розтрощувач

Цей Чужий є розвиненою формою бігуна. У нього величезна голова, якою він таранить усе на своєму шляху. Його важко вбити, тому що голова цього Чужого грає роль і щита. З'являється в «Aliens: Colonial Marines»
- Чужий-мутант

Чужі-воїни, мутовані в результаті ядерного вибуху на LV-426. Абсолютно сліпі. Орієнтуються за шумом. Атака — самопідрив. З'являються в «Aliens: Colonial Marines»
- Плювун

Ще один вид мутованих Чужих. Їхні голови світяться в темряві. Плюються кислотою з пристойної відстані. Дуже швидкі. З'являються в «Aliens: Colonial Marines»
- Ворон

Дуже схожий на не повністю розвинутого преторіанця. Відмінна риса — голова як у воїна. Зустрічається тільки одна особина. Проти нього ефективна тільки великокаліберна зброя. Так само серйозної шкоди може завдати удар руки — маніпулятора автонавантажувача. З'являється тільки в відеогрі «Aliens: Colonial Marines»
- Великий Чужий

Бос у грі «Alien 3». Схожий на солдата, але розміром приблизно як королева. Хвоста немає. Пересувається на задніх кінцівках. Добре стрибає. Періодично бризкає кислотою.
- Різник

Ravager Xenomorph — різновид Чужого з гри «Aliens versus Predator: Extinction». Володіє міцним панциром і гострими кігтями-лезами на передніх кінцівках.
- Горила

Gorilla Alien — Чужий з гри «Alien vs Predator (SNES)». Пристосований до переміщень по джунглях.
- Солдат

Схожий на трутня, тільки синього кольору, відрізняється живучістю. Зустрічається на останніх рівнях гри «Alien Resurrection», що вийшла на «PlayStation».
- Чужий-таркатан

Загалом схожий на звичайного трутня, але має висувні леза на руках, менший розмір голови, а паща набагато ширше, ніж у звичайних ксеноморфів, і всіяна довгими конічними зубами. Цілком можливо, що кров не має кислотних властивостей. Так само відсутні висувні щелепи. З'явився як DLC у складі Kombat Pack 2 у відеогрі Mortal Kombat X.

#### Різновиди, що з'являються тільки в коміксах
- У коміксі «Aliens: Purge» (укр. Чужі: Чистка) з яйця Чужого, зараженого біологічним комп'ютерним вірусом, використовуючи спори прокази як посередник-носій, виростили гіноїда Елоїз. Це був дослідний зразок — в неї не включили обмеження поведінки, тільки основний код моралі. У цьому коміксі і коміксі «Alien versus Predator: Pursuit» (Чужий проти Хижака: Переслідування) проказа уповільнює розвиток ембріона Чужого в прокажених, зате ті можуть без побоювання працювати в гнізді Чужих. Сама Елоїз почала відчувати до Чужих материнські почуття. Чужі сприймають її як королеву. Лабораторія, в якій її створили, належала компаніям Альянсу Аделаїди і Бомбея, що злились. Коли солдати Альянсу розстріляли вчених, що займалися створенням андроїда, і стали розстрілювати прокажених і Чужих, Елоїз перебила солдатів і разом з рештою «підданих» покинула планету на кораблі Альянсу.
- У коміксі «Aliens» (Чужі) рядові Чужі зовні дещо відрізняються від звичайних і атакують, не піклуючись про власне виживання.
- У коміксі «Alien Loves Predator» (Чужий любить Хижака; комікс є пародією на всесвіт Чужого і Хижака) Чужий Ейб (повне ім'я — Ебрахам Ельєн) поводиться як людина, за темпераментом більше нагадує підлітка. Незважаючи на те, що він не приховує свого вигляду, люди не звертають уваги або просто не здогадуються, що він — прибулець. В одному з випусків про нього говорять як про темношкіру молоду людину. У коміксі з'являються також два його молодших брата і матір-королева. Чужі зустрічаються на планеті Гаргос.
- У коміксі «Aliens versus Predator versus The Terminator» у термінаторів окрім людських частин були впроваджені частини ксеноморфів, хоча вони як і раніше зовні були схожими на людей.

## Вулик/гніздо
Для створення вулика може бути достатньо одного лицехапа, що потрапив у населений простір (планету, космічний корабель, станцію). Після того, як ксеноморф досягне дорослої стадії за відсутності королеви, він перетвориться спочатку в преторіанця, а потім у королеву. Знайшовши придатну ізольовану область, як правило, в найбільш теплому місці, і наївшись, вона відростить яйцеклад і відкладе перші яйця. Перші лицехапи атакують тих, що наблизяться, або покинуть вулик і самостійно знайдуть носіїв. Ксеноморфи, досягнувши дорослої стадії на волі, повернуться у вулик, де будуть як солдати і трутні годувати королеву і піклуватися про яйця. З цього моменту лицехапам не доведеться покидати вулик, оскільки дорослі особини самі доставлять туди майбутніх носіїв.

## Будова Чужого

### Анатомія
Чужий — двонога прямоходяча особина, здатна швидко переміщатися на чотирьох кінцівках, а також стрибати і плавати, його організм складається як з органічних, так і неорганічних сполук і є синтезом кремнієво-металевої та вуглецевої структури. Екзоскелет складається з поляризованих органічних силікатів, силікатні клітини мають метал у зв'язаному стані. Окрім зовнішнього екзоскелета, присутня внутрішня кісткова структура. Паразитуючи на різних біологічних видах, Чужі можуть істотно відрізнятися виглядом один від одного, наче «здобуваючи у спадок» ті чи інші риси носія, але в більшості випадків це практично непомітно.
Витягнута молотоподібна голова, покрита панциром шолома, обривається тупим щитком чола, перехідним в зубасту пащу, всередині якої ховається внутрішня щелепа, що висувається приблизно на 30-40 сантиметрів. Груди захищають зовнішні ребра, які сходяться на спині, утворюючи сегментний панцир, з якого виходять чотири гофрованих труби вигнутих трахей — органи дихання. При відсутності сприятливого середовища, дихання та інші важливі функції життєдіяльності переводяться в інше положення. Усі потрібні речовини виходять у результаті складних біохімічних процесів прямо в тілі особини. Плечі, передпліччя, стегна і гомілки покриті захисними ребристими пластинами. Довгий хребцевий хвіст зі списоподібним наконечником служить противагою, допомагаючи координувати точність рухів і швидко змінювати напрям бігу, одночасно будучи зброєю, що використовується для введення паралізуючого нейротоксину в тіло жертви (допомагає знешкодити противника на деякий час). Також у фільмах (особливо в останніх) можна побачити, як Чужі (як рядові ксеноморфи, так і їхні королеви) дуже часто використовують свої хвости як «батоги» із загостреним наконечником, що дуже ефективно в бою на близькій дистанції.
Дані істоти відносяться до факультативних анаеробів (організмів, здатних переносити відсутність кисню). Енергозабезпечення двох видів: за відсутності кисню зброджуються амінокислоти, цукор і жирні кислоти, при наявності кисню окислення йде за звичайною схемою, через трахеї. Продукти обміну виводяться в кишківник, де відбувається поглинання води, а зневоднені продукти виділення виводяться назовні. Харчовий раціон: більшість білкових сполук тваринного походження, які можуть бути проковтнуті (м'ясо, однак частіше Чужий прокушує саме голову). Прискорений метаболізм сприяє швидкій регенерації всього організму.
У Чужих відсутній єдиний центр всієї нервової системи — їхня нервова система має вузликовий тип. У наявності лише комплекс органів почуттів, від яких відходять нервові стовбури, які сходяться в ряді великих нервових вузлів під найбільш захищеними кремнієво-металевими щитками частинами тіла, тому навіть при ураженні одного з нервових вузлів Чужий все одно залишається боєздатним. Основна маса нейронів зосереджена в цих вузлах, пов'язаних між собою, найбільший вузол, розташований у голові — аналог мозку. Зв'язки у вузловій нервовій системі жорстко фіксовані, замість синапсів — пряма іннервація, це дає виграш у швидкості і точності відповідних реакцій. На відміну від королеви, що володіє більш розвиненим інтелектом, інтелект рядового Чужого хоча і перевершує тваринний, але поступається людському (знаходиться приблизно на рівні мавп), однак приголомшлива здатність до адаптації, високорозвинені інстинкти і здатність до мімікрії дають йому беззаперечну перевагу в сутичці.

### Фізіологія
Кровоносна система незамкнута: серце з отворами всмоктує кров (у Чужих функцію крові виконує молекулярна кислота), що знаходиться між органами, і проштовхує її по судинах до різних ділянок тіла, де вона виштовхується в щілини між органами. Літичні ферменти крові (у даному випадку — кислоти) перетворюють її в органічну високомолекулярну сульфокислоту — справжній антифриз, що дозволяє ксеноморфам не боятися низьких температур. Ця речовина — унікальний абсорбент, вона дуже токсична і навіть при малій концентрації вбиває будь-яку інфекцію. Після смерті істоти кислотна кров заповнює простір між клітинами, вступаючи в реакцію з міжклітинної рідиною і нейтралізує, частково окислює деякі тканини.
Метаболічна активність Чужих не пригнічується практично при будь-яких умовах навколишнього середовища. Міжтканинна рідина здатна абсорбувати з атмосфери необхідні для метаболізму клітин кисень і азот, виділяти з будь-яких газових сумішей необхідні компоненти і доставляти їх тканинам, а здатність контролювати внутрішній тиск в широкому діапазоні допомагає довго витримувати навіть космічний вакуум. Відповідно, Чужий здатний вижити в космосі.
Залози внутрішньої та зовнішньої секреції виробляють високомолекулярну кров-кислоту, нейротоксичну отруту-паралітик, біополімерну смолу (для побудови гнізда) і феромони. Токсин, введений Чужим в організм жертви, вибірково паралізує деякі функції кори і стовбура мозку, повністю знерухомлюючи жертву. Однак отрута не впливає на роботу легенів, серця і залоз, а лише різко її загальмовує. Отрута застосовується тільки в деяких іграх. У фільмах натяк на наявність отрути був тільки в одній сцені у фільмі «Чужі», коли королева намагалася вразити хвостом Ріплі, що знаходилась в робочому роботі.

### Органи відчуттів
Орієнтуються за запахом, використовуючи феромонний локатор. Сприймають електромагнітне випромінювання і використовують низькочастотний ультразвук для навігації. Невідомо, який у Чужих вестибулярний апарат, але вони здатні різко змінювати своє положення у всіх трьох площинах, не втрачаючи орієнтації в просторі (пересуватися по стелі, стіні та підлозі). Чужі легко відрізняють андроїдів від людей і зазвичай їх не чіпають, якщо ті не атакують їх.

## Взаємовідносини з іншими видами

### З Хижаками
- Хижаки містять Чужих на своїх кораблях і поширюють їх на планети, де немає гідних жертв.
- У коміксі «Aliens versus Predator: Three World War» (укр. Чужі проти Хижака: Війна Трьох Світів) клан Убивць за допомогою феромонів керував солдатами Чужих.

### З людьми
- У фільмі «Чужий: Воскресіння» і однойменних грі та коміксі Чужі були клоновані військовими на космічному кораблі «Оріга» (Auriga).
- У грі «Aliens versus Predator» корпорація Вейланд-Ютані використовувала Чужих для створення охоронних кіборгів, так званих Ксеноборгів і створювала гібридів Чужих і Хижаків.
- У грі «Aliens versus Predator 2» Вейланд-Ютані виводили Чужих, використовуючи для цього ув'язнених злочинців, і досліджували їх.
- У коміксі «Aliens: Sacrifice» (укр. Чужі: Жертвоприношення) люди раз на два дні залишали Чужому клоновану дитину, і за це він їх не чіпав.
- У коміксі «Aliens: Alchemy» (Чужі: Алхімія) Чужі були предметом культу.
- У коміксі «Green Lantern Versus Aliens» (Зелений Ліхтар проти Чужих) Хел Джордан не вбив Чужих, бо вважав їх простими тваринами, переніс на планету Мого, що принесло очевидні неприємності для екіпажу корабля, який здійснив там вимушену посадку.

### З Космічними жокеями
- У коментарях видання на DVD фільму «Чужий» Рідлі Скотт висловлює припущення, що корабель Космічного жокея був кораблем-бомбардувальником, а яйця Чужих були зброєю, яку використовували Жокеї в стародавній війні з невідомим ворогом.
- Джеймс Камерон в тих же коментарях висловлює думку, що цей корабель був вантажним і що він просто перевозив кудись велику партію яєць, а його пілот випадково заразилася одним з них.
- Джон Молло (один з дизайнерів першого фільму) і Рон Кобб (дизайнер другого фільму) у своєму альбомі «The Alien Portfolio» розповідають ідею початкового варіанта сценарію Дена О'Бенона — Космічні жокеї в дослідницьких цілях відвідали планету LV-426 і виявили яйця Чужих. Не розуміючи їхньої небезпеки, вони завантажили яйця в трюм, але під час зльоту один з членів екіпажу заразився. У підсумку команді вдалося знищити народженого Чужого, але при цьому корабель зазнав аварії.
- У романах Алана Діна Фостера, що є новелізацією за оригінальними сценаріями перших трьох фільмів, людям вдається дешифрувати сигнал з корабля Космічних жокеїв, через якого корабель «Ностромо» сів на планету. Згідно дешифрування, інопланетний корабель сів на LV-426 із дослідницьким завданням. Очевидно, що його команда, як і Кейн, знайшла одне або кілька яєць Чужих і теж заразилася ними. Ще до того, як була перебита вся команда, вони зрозуміли, що відправляти сигнал лиха вже пізно, тому вони встановили передавач із сигналом попередження про небезпеку.
- Згідно з книгою «Alien» Ганса Ґіґера спочатку передбачалося, що яйця Чужих будуть знаходитись у стародавній піраміді, в яку вріжеться корабель жокеїв, тобто Чужих використовувала ще більш давня раса.
- У графічному романі Марка Верхайдена Космічні жокеї ненавидять Чужих і всіляко їх винищують.
- У книгах трилогії Жокеї планували використовувати Чужих для знищення людства.
- У грі «Aliens versus Predator 2» люди знаходять на базі Космічних жокеїв артефакт, який може керувати Чужими.
- Ганс Ґіґер створив кілька картин із зображеннями «жокеїв». Вони представляли собою подобу барельєфів, виконаних, за задумом художника, самими «жокеями». На них показано, як «жокеї» використовували для виведення Чужих тіла один одного. Правда, залишається неясним, чи було це випробуванням зброї, науковим експериментом або ж якимось таємничим ритуалом.
- У фільмі «Прометей» Чужі — ймовірно, кінцевий результат спонтанного розвитку біологічної зброї або, можливо, інструменту для зародження життя, створеного Космічними жокеями.

## Планети, де зустрічали Чужих

### Земля
- У фільмах «Чужий проти Хижака», «Чужі проти Хижака: Реквієм», «Бетмен: Глухий кут»
- У коміксах «Aliens: Free Comic Book Day 2009» (укр. Чужі: День Безкоштовних коміксів 2009), «Aliens» # 3, «Aliens: Stalker» (Чужі: Звіробій), «Alien Loves Predator»

Багато тисяч років тому Хижаки розводили Чужих у храмі, розташованому в Антарктиді, і полювали на них. Коли ситуація вийшла з-під контролю, храм знищили.
Один із солдатів в коміксі «Aliens: Stalker» розповідав товаришам по службі, що його предок-вікінг бився з Чужим.
Дослідники в жовтні 2004 року, що отримали сигнал про активність на острові Буве, випадково розбудили Чужих у храмі хижаків. Храм «відкрили» хижаки для ритуального полювання — перевірки новобранців, і троє з них прибули на місце. Королеві вдалося звільнитися, і вона смертельно поранила останнього з Хижаків, але її вдалося втопити в океані. Решта Чужих були вбиті раніше. (Див. Чужий проти Хижака (фільм)).
Останки Хижака забрали на корабель його родичі. На кораблі з нього вилупився грудолом (Хижак зняв маску, щоб провести ще один ритуал — кров'ю чужого на масці і лобі намалював символ, і тому лицехап зміг заразити його ембріоном). Корабель зазнає аварії біля невеликого містечка, і його заполоняють Чужі. Щоб їх зупинити, місто знищується атомною бомбою.
У деяких коміксах говориться, що Чужі поширилися по Землі. Впоратися з ними вдалося насилу.

### LV-223
- У фільмі «Прометей»

Інший супутник у системі Дзета Сітки. Пустельна планета, яку Космічні жокеї використовували, ймовірно, як станцію. Закинута близько 2000 років тому через техногенну катастрофу неясної властивості. Усередині споруд жокеїв підтримується атмосфера, придатна для життя людини, й існує примітивна екосистема. У відсіку одного з кораблів зберігаються загадкові контейнери з чорною рідиною, вплив якої на живі організми викликає швидку мутацію.
Таємниця походження Чужих у фільмі залишена нерозкритою. Барельєф із зображенням, що нагадує ксеноморфа, зустрічається в одному із залів з контейнерами у споруді жокеїв. У фіналі фільму поява монстра, схожого на ксеноморфа, представлена як результат випадкового ланцюжка мутацій людей і жокеїв, внаслідок впливу чорної рідини.

### LV-426
- У фільмах «Чужий» та «Чужі»
- В іграх «Aliens: Colonial Marines», «Aliens versus Predator» і «Alien: Isolation»

Один із супутників гігантської газової планети, що обертається навколо подвійної зірки Дзета Сітки. Відстань: 39 світлових років від Землі. Радіус планети: 1200 км. Сила тяжіння: 86 % від земної. Поверхня тверда, складається із застиглої лави. У деяких районах сильна вулканічна активність. Температура постійно тримається нижче нуля градусів Цельсія. Атмосфера до тераформування складалася з непридатної для дихання суміші азоту, вуглекислого газу і метану. Власна біосфера відсутня.
За сюжетом фільмів, на планеті зазнав крах іншопланетний космічний корабель з ембріонами чужих на борту. Від корабля подавався сигнал, що попереджає про небезпеку. У 2122 компанія «Вейланд-Ютані» запеленгувала сигнал і доручила екіпажу свого буксира «Ностромо» обстежити його джерело, приховавши від екіпажу справжній зміст сигналу. У ході експедиції один з членів команди був інфікований Чужим. З усього екіпажу вижити вдалося тільки помічнику капітана Еллен Ріплі, яка підірвала «Ностромо», покинувши його в рятувальній капсулі.
Ця катастрофа довгий час залишалася невідомою, оскільки рятувальна капсула Ріплі збилася з курсу і протягом 57 років дрейфувала в космосі. Компанія не зважилася послати нову експедицію і зберегла пригоду в таємниці. Пізніше в районі перебування іншопланетного корабля стався землетрус, що пошкодив передавач сигналу. У середині XXII століття планета була офіційно відкрита і визнана придатною для колонізації. Почався процес її тераформування, побудований атмосферний процесор, у результаті чого атмосфера стала придатною для дихання. Була заснована колонія «Надія Хадлі» чисельністю 157 чоловік. У 2179 році Ріплі, що знаходилася весь цей час в анабіозі, була знайдена і розповіла свою історію. Один з високопоставлених співробітників компанії — Картер Берк — послав колоністам наказ вислати за вказаними Ріплі координатам пошукові групи із завданням перевірити її повідомлення. Один з двох колоністів, які знайшли корабель іншопланетян, був інфікований, після чого була заражена вся колонія, що закінчилося загибеллю всіх поселенців. Крім звичайних Чужих цього разу вилупилася Королева, що відклала нове потомство. Зрештою станція разом з більшою частиною популяції Чужих була знищена, як і «все в радіусі 30-ти миль» ядерним вибухом, що стався через нестабільність реактора. Через деякий час на планету висаджуються вчені компанії і починають досліджувати чужих. Вони виводять нову матку. Для експериментів так само використовується корабель морпіхів «Сулако», на борту якого спецназ компанії захоплює капрала Хікса, проте йому вдається відключити одного зі спецназівців і запхати його в свою кріокамеру, після чого ініціювати аварійний скид камер в космос. Незабаром прибуває ще один корабель морпіхів і вступає в бій з Чужими і найманцями компанії. У ході боїв обидва кораблі знищуються, і морпіхи, що вижили, опиняються на планеті, де знаходять корабель, на якому вперше знайшли чужих. Його щосили вивчають вчені компанії. У ході довгих боїв морпіхи знищують рештки колонії і корабель з яйцями, і, захопивши корабель компанії, відлітають на Землю. На кораблі компанії морпіхи б'ються з Королевою Чужих і скидають її за борт. На містку корабля вони знаходять Карла Бішопа Вейланда. Той намагається підкупити морпіхів, але в результаті гине і виявляється, що він ще один андроїд-двійник реального Бішопа. З його пам'яті андроїд морпіхів Бішоп витягує відомості, які заженуть компанію у глухий кут.

### LV-742
- У грі «Aliens versus Predator: Extinction»

### LV-1201
- В іграх «Aliens versus Predator 2», «Aliens versus Predator 2: Primal Hunt»

Планета з багатою флорою і фауною та руїнами іншопланетної цивілізації космічних жокеїв. Корпорація «Вейланд-Ютані» виявила планету, простеживши за результатами телеметрії траєкторію корабля, знайденого на планеті LV-426. У 2220 році корпорація засновує на планеті дослідну базу, що складається з Комплексу Первинних Операцій і п'яти масивних Капсул Подальшого Спостереження під керівництвом Доктора Ейзенберга, підвішених над каньйоном. Станція знищена шпигункою корпорації Томіко за допомогою ядерного вибуху в ході боїв між Чужими, Хижаками, солдатами Корпорації та прибулими морпіхами.

### Фіоріна «Ф'юрі» 161
- У фільмі «Чужий 3»
- В іграх «Alien 3», «Alien 3: The Gun», «Aliens versus Predator» и доповненні-приквелі до гри Aliens: Colonial Marines: Stasis Interrupted

Планета, поверхня якої покрита льодом і скелями. Температура вночі на поверхні опускається значно нижче нуля. «Вейланд-Ютані» побудувала на планеті сталеливарний завод. До катастрофічної посадки на планету аварійної шлюпки з корабля «Сулако», на якій на планету потрапили Чужі, на ній існувала колонія небезпечних злочинців, розташована поряд із космодромом.

### Xenomorph Prime
- У коміксах «Aliens (Series 1)», «Aliens: Earth War», «Aliens: Genocide»
- У романах-новелізаціях коміксів «Aliens: Earth Hive», «Aliens: Female War», «Aliens: Genocide»
- У грі «Aliens versus Predator (2010)»

Також відома як A6 454 — батьківщина ксеноморфів. Має дуже небезпечну біосферу.

### BG-386
- У грі «Aliens versus Predator (2010)»

На цій планеті люди виявили древню Піраміду, що належить Хижакам. А під нею колонію Чужих, віком у декілька тисячоліть, на чолі з «Матріархом», дуже давньою королевою.

### Альфа Центавра 3
- У грі «Alien vs Predator: The Last of His Clan»

Одна з планет, на яку Хижаки переселили Чужих задля створення мисливських угідь.

### Вега
- У грі Alien vs Predator (1993)

У ході прокладання тунелів люди наштовхуються на яйця Чужих. Лицехвати, що вилупились, їх заражают. Невдовзі прибуває Хижак, що знищив усіх ксеноморфів.

### Мого
- У коміксі «Green Lantern Versus Aliens»

### Шион
- У коміксі «Aliens»

### Капарис VII
- У коміксі «Aliens versus Predator: Three World War»

### Рюши
- У коміксі «Aliens versus Predator: Duel» (Чужие против Хищника: Дуэль), «Aliens versus Predator: Three World War»

### Сибарис 503
- У коміксі «Aliens: Purge»

### LK-176
- У коміксі «Alien versus Predator: Pursuit»

### Арго
- У коміксі «Superman/Aliens» (Супермен проти Чужих)

## Список відеоігор про Чужих
- Aliens: Colonial Marines
- Aliens versus Predator
- Aliens versus Predator 2
- Aliens versus Predator 2: Primal Hunt
- Aliens versus Predator (2010)
- Alien 3 (SNES, Sega MegaDrive 2)
- Alien Trilogy (PSX)
- Alien: Resurrection (PSX)
- Aliens versus Predator: Extinction
- Alien vs. Predator (аркада)
- Aliens vs. Predator (video game)
- Alien: Isolation
- Broforce
- Space Station 13 (одна зі збірок)
- Aliens Infestation (Nintendo DS)

## Вплив на інші твори

### Мультсеріали
- «Американський тато!». Робот у серії «Угода по-дорослому» (1.17) — копія робота з фільму «Чужі». Серія «Велика космічна жаровня» (5.18) — пародія на фільм «Чужий» з Роджером в ролі Чужого і Стеном Смітом у ролі Ріплі.
- «Гріфіни». У серії «Дочка Пітера» (6.07) Пітер Гріфін визнає, що ставився до Меґ Гріффін як до Чужого; показана пародійна сцена з королевою, Ріплі і Ньют. У фільмі в серії «You May Now Kiss the … Uh … Guy Who Receives» (4.25) показано, що у гея замість крові — кислота, а потім з нього виліз монстр, схожий на Чужого. У барі в серії «Blue Harvest» (6.01) один із відвідувачів — Чужий.
- «Дакмен». У серії «Де не ступала нога Дакмена» (4.27) Чужий — один з членів команди космічного корабля.
- «Ліло і Стіч». Експеримент 627 в однойменній серії (1.19) висовує язик подібно Чужому.
- «Маски». У 7 серії «Новий рік на хуторі біля Диканьки. Від заходу до світанку» на телеекрані з'являється Чужий.
- «Монстри проти чужих». Серія «Ворнікарн» — пародія на фільм «Чужий».
- «Пінгвіни Мадагаскару». У серії «Alienated» (2.51) із грудей робота Лемі виривається прибулець подібно Чужому, швидко виростає і плюється паралітичною рідиною.
- «Пригоди Джиммі Нейтрона: хлопчика-генія». У печері на неживій планеті в епізоді «Хто твоя мама» (3.05b) Карл потривожив незвичайне яйце; з яйця вистрибнула павукоподібна істота і присмокталась до лиця Карла; коли від істоти позбулися, виявилося, що всередині Карла почав рости новий організм, викликаючи у Карла відчуття голоду.
- «Пригоди мультяшок». У серії «Крякання у всесвіті» (1.02) Бастер Банні сказав: «У космосі ніхто не почує вашого крякання» (відсилання до слогану фільму «Чужий»).
- «Розплющений космос». У пілотній серії «Love and Darph» (Любов і дар) пародіюється сутичка з королевою на борту корабля у фільмі «Чужі». Два другорядних персонажа в серії «Парк Шокского Періоду» (2.11) — пародії на Чужих.
- «Робоцип». У серії «A Piece of the Action» (1.07) Чужий і Хижак грають у шахи.
- «Сімпсони». У серії «Той, що вкрав перший поцілунок» (21.15) в одній зі сцен Чужий цілує Ріплі.
- «Футурама». У серії «The Prisoner of Benda» (6.10) було показано, що у доктора Зойдберга є друга щелепа на язиці. Кістяний вампір у серії «Фрай, хранитель яйця» (6.22) володіє зовнішністю, схожою на зовнішність Чужого, і кислотної слиною. На початку серії «Naturama» (7.13) лицехват вистрибує з яйця і причіпляється до обличчя людини.
- «Черепашки-ніндзя» (1987 рік). Серія «Справа про піц-убивць» (2.11) є пародією на фільми про Чужих. Шреддер дізнався, що черепашки пристрасно люблять піцу. Він поклав в піцу яйця страшних тварюк з Виміру-ікс. Ось тільки піци потрапили не до черепашок, а до звичайних людей.
- «Чіп і Дейл — бурундучки-рятівнички». У серії «Дейл-Інопланетянин» (1.03) по телевізору показують сцену хоррора, яка пародіює бій Чужого з Ріплі.
- «Південний парк». Прибулець на початку серії «Страшна рибка» (2.15) — пародія на королеву (епізодичний персонаж). У серії «Котяча оргія» (3.07) Ерік Картман дивиться фільм «Чужі» і кілька разів повторює фразу Ньют: «Вони зазвичай приходять вночі. Зазвичай», щоразу її переінакшуючи. Чужий — один зі злих персонажів Уявляндії в серіях «Уявляндія, епізод II» (11.11) і «Уявляндія, епізод III» (11.12).
- «Трансформери: Прайм». У восьмій серії третього сезону «Спрага» («Thirst») у процесі наукових дослідів Старскріма і Нокауту з темним і синтетичним енергоном з'являються терроркони, за своєю поведінкою нагадують зомбі — заражені відчувають величезну жагу вбити і випити чужий енергон, позбавляються інтелекту (хоча Ейрахнід — виняток), можуть заразити укусом, також їх можна вбити пострілом, але не в голову, а в Іскру. Терроркони мають внутрішню щелепу як у чужих, але морда більше схожа на пащу чужохижака.
- У мультсеріалі «Люди в чорному» в одній із серій з'являється чужий, який знімався у фільмі в ролі чужого.

### Повнометражні фільми
- Одна зі сцен у фільмі «Космічні яйця» пародіює сцену за участю грудолома у фільмі «Чужий»: монстр вискакує з живота Кейна, якого грає той же актор, що і в «Чужому». Відразу після цього Кейн каже: «Ні, знову!»
- Чужий — паж на космічному кораблі в мультфільмі «Володар бобів: Великий похід Аттіли» (епізодичний персонаж).
- У фільмі «Ґодзілла: Фінальні війни» початкова стадія Кайзера-Гідори (Монстр X) дуже схожа на Чужого, тільки цей прибулець зростом з хмарочос, з трьома головами і двома хвостами. У Ґодзіллу вивергав блискавки під сильною напругою. Коли монстр був близький до смерті, він перетворився на Кайзера-Гідору.
- Домашня тварина в мультфільмі «Планета 51» поводиться як домашній собака, а виглядає як Чужий-бігун і мочиться кислотою.
- Схожість з Чужими є у прибульців з фільму «Чужі проти ніндзя».
- Фільм «Мисливець проти Чужого: Поєдинок» — мокбастер фільму «Чужі проти Хижака: Реквієм».
- Монстр у фільмі жахів «Чужий 2: На Землі» частково скопійований з Чужого.
- Індик Тедді у фільмі «Квиток у космос» — пародія на Чужого.
- Напад Кота в чоботях на Шрека в мультфільмі «Шрек 2», коли Кіт забирається під сорочку і потім з тріском вилазить через розірвану на грудях тканину — пародія на момент «виходу у світ» грудолома.
- Двоє Чужих (королева і грудолом) з'являються в мультфільмі «The Haunted World of El Superbeasto» (Примарний світ Ель Супербісто).
- У мультфільмі «Усім хана!» на космічній станції під час обіду у француза стало пучити живіт, створюючи відчуття, що ось-ось з'явиться грудолом.
- Один із монстрів у мультфільмі «Хто боїться монстрів?» — Пародія на Чужого.

### Ігри
- У грі Fallout 2" зустрічаються дуже дивні і дуже сильні створіння — Ванамінго (назва запозичена у шахти «Ванамінго» у Реддінгу, де знаходиться їхні вулик), вони розмножуються яйцями, які відкладає «королева». Зовні нагадують «чужих». При знищенні в Pip-Boy визначаються як «чужі» (aliens). Також ці монстри з'являються в трюмі корабля «Ексон Валдез», де вже прямо називаються «Чужими».
- У грі Space Station 13 є режим «Чужий», що базується на фільмі «Чужий», також там можна виграти костюм чужого в ігровому автоматі.
- Раса зергів з гри StarCraft частково базується на образі Чужих.
- Образ Чужих також зустрічається в іграх серії «Contra». У перших двох частинах були лицехвати, трутні з одним червоним оком (відсилання до зображень Ґіґера) і летючий трутень з оком і висувною щелепою. У наступних частинах образ став змінюватися, але незначно, залишаючи впізнаваним образ Чужих з фільмів.
- У грі Space Quest 5 присутній лицехват як улюбленець головного героя.
- Можливий вплив лицехватів на концепцію хедкрабів з ігор серії «Half-Life».
- У грі Gradius 2 (версія для приставки NES) на кораблі з назвою «Prometeus» (який зсередини схожий на корабель жокеїв) попадаються яйця, що породжують лицехватів.
- Генокради зі всесвіту Warhammer 40,000 були скопійовані з Чужих і схожі як виглядом, так і способом свого життя. Також в образах багатьох моделей тиранідів починаючи з третьої редакції присутні риси Чужих, як трутнів так і Королеви.
- У грі Grand Theft Auto V на початку гри є замерзлий іншопланетянин, який дуже нагадує Чужого з однойменного фільму. Під час другої місії Франклін проїжджає повз майданчик, де, мабуть, знімають фільм про чужого.
- У фантастичному режимі гри «Агонія Влади 2» на певному етапі антагоніст Дейдрана наказує випустити «звірів», які, вириваючись з надр шахт, які є основним джерелом доходу гравця, загрожують передчасним «гейм овер». Ці самі звірі дуже схожі з Чужими, а їх матка, що сидить на яйцях, — точна копія матки з фільму «Чужий 3».
- У Sacred Underworld на зовнішності Чужих базується образ Пекельних Гвардійців — типових монстрів п'ятого акту.

### Інше
- У Швейцарії є два «Ґіґер-бара», приміщення яких зроблені в дусі космічного корабля Чужого. У їхньому меню є коктейль Alien — гримуча суміш різних сортів горілки, лікеру та елю.
- У серіалі «Поклик крові», в 10 серії 4-го сезону, Кензі, збираючись залізти у вентиляцію, каже: «Полізу наверх. Якщо назустріч вилізе Чужий, буду Сігурні Уівер».
- Чужий — один із відвідувачів бару в короткометражному мультфільмі «Чаббчабби!»
- Кавовий апарат на космічному кораблі в короткометражному мультфільмі «E.T.A.» зроблений у вигляді Чужого.
- У романі Стівена Кінга «Ловець снів» на Землю нападають макровіруси (точніше, «біруси»), яких письменник охрестив «ріплі», які розвиваються в тілах господарів у зубастих черев'яків.
- У сценах з пародіями на грудолома дія нерідко відбувається коли головні герої їдять, що відбиває їм апетит.
- У місті Владивосток є металева статуя Чужого.

## Критика та відгуки
- Трутень з фільму «Чужий» отримав 14 місце як лиходій у списку 100 найвизначніших героїв і лиходіїв по версії 2003 року Американського інституту кіномистецтва.
- У 1980 році Гігер отримав «Оскар» у номінації «За найкращі візуальні ефекти» в «Чужому».